# Rimske Toplice
Rimske Toplice – wieś w Słowenii, w gminie Laško. W 2018 roku liczyła 760 mieszkańców.